# Senoble
Senoble est une entreprise familiale française de l'agroalimentaire, fondée en 1921 par Sophie Senoble à Jouy, dans le département de l'Yonne, en France, et dirigée par Marc Senoble.
Cinq générations se sont succédé aux commandes de l’entreprise dont l’activité a évolué au cours des décennies mais s’est toujours organisée autour des produits laitiers.
D'abord fromagerie artisanale, Senoble se concentre ensuite sur la grande distribution et devient un acteur économique majeur de l'agroalimentaire français avec un chiffre d’affaires de 1,1 milliard d’euros en 2011.
En 2017 le groupe Senoble est rebaptisé Seninvest, son activité dans la grande distribution est réduite. La marque Senoble devient une enseigne de boutiques de pâtisseries haut de gamme, de glaces et salons de thé.

## Histoire

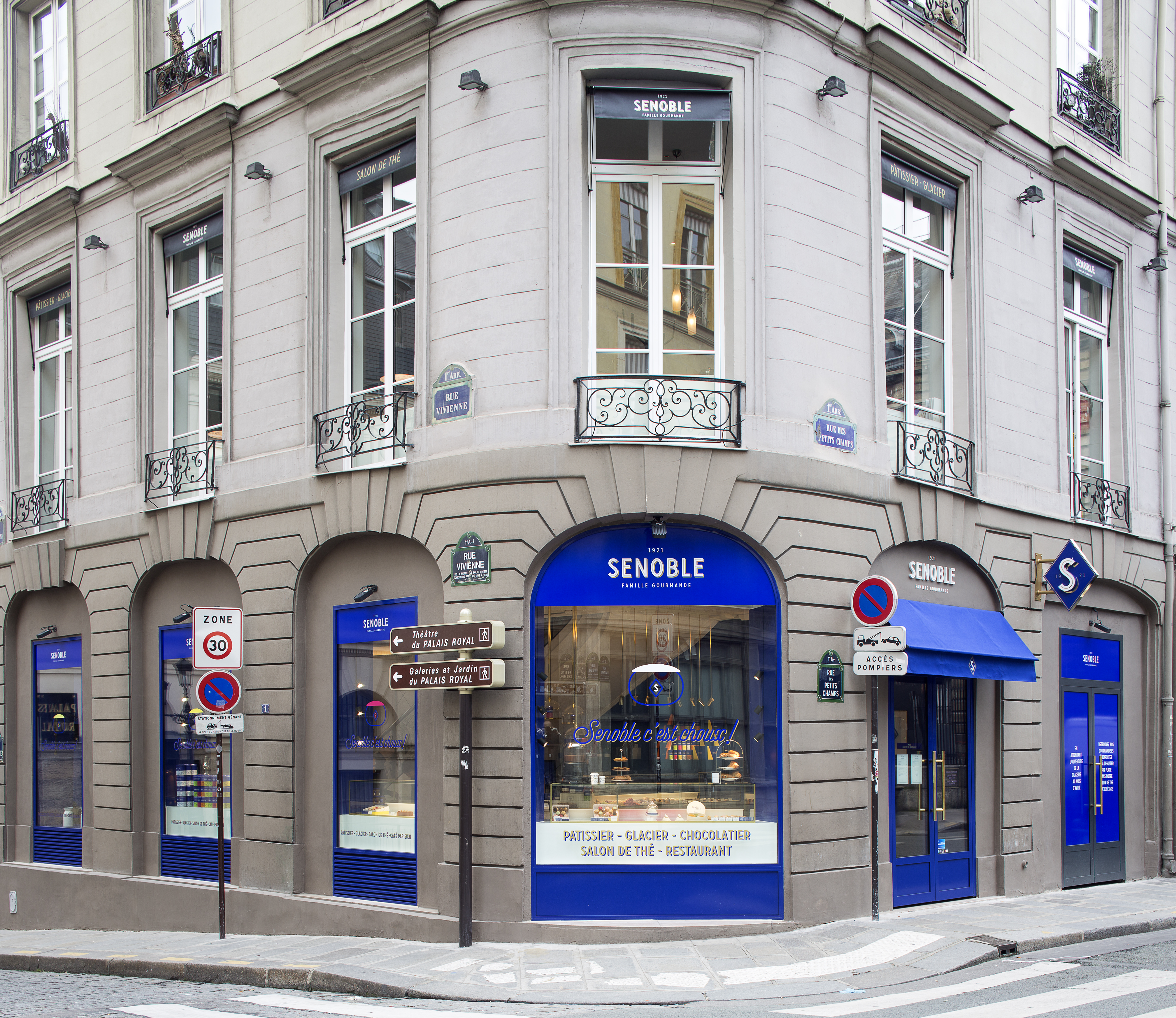
Boutique Senoble à Paris

En 1921, l'histoire du groupe commence avec la création d'une fromagerie artisanale à Jouy par Sophie Senoble qui produit des fromages de type brie de Montereau et brie de Melun et les vend sur les marchés alentour. En 1940, après la disparition de Sophie Senoble, son fils André ouvre de nouvelles fromageries en Bourgogne, dans le Loiret et en Seine-et-Marne et transforme Senoble en une entreprise offrant en plus de la gamme de bries, des camemberts, et du lait frais, qu'il exporte dans toute la France. En 1954, Senoble emploie 75 à 80 salariés et traite 18 000 litres de lait par jour.
En 1960, Claude poursuit la politique de diversification initiée par son père. Il développe la production de fromages pasteurisés et au lait cru, de produits laitiers frais et de leurs dérivés. La maison Senoble vend alors du lait UHT mais également du beurre, du fromage blanc et des yaourts conditionnés dans des pots en carton. Il se rapproche de la grande distribution (Intermarché, Carrefour) au début des années 70 et prend, en 1980, la décision d’abandonner la fabrication des fromages, devenue moins rentable, pour réorienter l’ensemble de l’activité autour des produits laitiers frais et des marques de distributeurs,.
Dans les années 1990, avec l'arrivée de l'arrière-petit-fils, Marc, la production se diversifie dans les desserts. En 2004, Il fait entrer un fonds d’investissement au capital, dont il rachètera les parts quatre ans plus tard, et double rapidement le chiffre d’affaires de la société à 1,1 milliard d'euros. Senoble connaît une forte période de croissance grâce aux marques de distributeurs en France et à l’étranger avec une présence en Italie, en Grande-Bretagne, en Europe Centrale et en Espagne où le groupe ouvre un site de production et devient numéro deux du secteur, derrière Danone, avec 30 % de parts de marché[réf. nécessaire].

En 2005, Senoble acquiert une unité centrale en Slovaquie et construit un entrepôt central à Villeroy opérationnel en 2006. En 2007, Senoble rachète Elisabeth the Chef au Royaume-Uni, no 2 britannique des desserts extra et de la pâtisserie. En 2008, Senoble prend une participation dans un groupe familial italien, Bergamin, spécialisé dans les yaourts et fromages frais,,,.
En 2009, pour la première fois depuis sa création le groupe Senoble tire plus de croissance des unités hors frontalières (55 % des bénéfices viendraient des filiales). La même année, Senoble devient sponsor de l'AJ Auxerre pour les deux prochaines saisons.
En 2012, Senoble et Agrial s'associent en partenariat à 50/50 et créent le groupe Senagral. Senoble réduira sa participation à 49 % en avril 2013 pour se désengager des marques de distributeurs et développer la marque Senoble. En octobre 2014, Senoble annonce son désengagement complet de Senagral.
Senoble réoriente alors ses activités vers la production de desserts premium et souhaite « devenir la référence du dessert haut de gamme dans les supermarchés ». En 2013, la direction du groupe quitte le site historique de Jouy pour s'installer à Bruxelles en Belgique. La même année, le groupe rachète La Charlotte (glaces et desserts pâtissiers surgelés) à Boulogne-sur-Mer, avec l'objectif de s'introduire dans le créneau des surgelés et de le développer à l’international en visant notamment les États-Unis, la Chine, le Japon et la Russie.
Début 2015, Marc Senoble poursuit la politique de désengagement initiée en France et vend à Schreiber Foods sa filiale espagnole dédiée aux yaourts en marque de distributeurs. À la suite de ce désengagement, 38 salariés de Jouy sont concernés par un plan social. Fin 2015, Senoble ne possède plus que cinq usines et un chiffre d'affaires de 230 millions d’euros.
Depuis 2016, Senoble cesse de vendre sa marque en hypermarchés mais conserve deux sites en France dédiés aux desserts premium de marques de distributeurs ainsi que deux autres en Grande-Bretagne. En 2017, le groupe se réoriente et ouvre à Paris un salon de thé proposant des pâtisseries haut de gamme ainsi qu'une glacerie. Marc Senoble explique : « Nous voulons retrouver le lien direct avec le client. C’est une sorte de retour aux sources : en 1921, Sophie Senoble a commencé en vendant sur les marchés de l’Yonne les fromages qu’elle fabriquait ». Senoble a pour objectif l'ouverture d'une vingtaine de points de vente en France sur les trois prochaines années, puis de s'implanter à l'international.

## Quelques chiffres
- Chiffre d'affaires : 870 millions d'euros en 2007 dont 55 % réalisés hors France ; en 2011, 1,1 milliard d'euros dont 62 % réalisés à l’international[11] ; 235 millions d’euros en 2016
- 582 000 tonnes fabriquées en 2007, 690 000 tonnes en 2011
- 3e fabricant français (5 usines en France), 2e en Espagne et au Portugal, 2e en desserts extra-frais au Royaume-Uni, 2e en Slovaquie et au Portugal, 4e en yaourts/fromage frais en Italie
- 1 500 000 litres de lait traités par jour
- Filiales : Espagne, Royaume-Uni, Portugal, Allemagne, Europe centrale et Italie[18],[1]

### Implantations de l'entreprise
Sites de fabrication en Europe jusqu'en 2014 :
- Jouy, dans l'Yonne ;
- Gruchet-le-Valasse, en Seine-Maritime ;
- Château-Salins, en Moselle ;
- Lorris, dans le Loiret depuis 1986 ;
- Aytré, en proche banlieue de La Rochelle ;
- Noblejas, province de Tolède, en Espagne de 2002 à 2014 ;
- Talavera de la Reina, province de Tolède, en Espagne jusqu'en 2014 ;
- Zvolen, région de Banská Bystrica en Slovaquie depuis 2005.

En 2017 Senoble possède deux usines en France, et deux en Angleterre.

## Spécialités
Après avoir commencé dans les fromages à pâte molle, le groupe s'est orienté vers les produits laitiers frais, puis les desserts, et surtout depuis 2017 vers la pâtisserie et les glaces.
La spécialité phare de Senoble, l'île flottante, est entièrement repensée sous la forme d’un entremets qui se compose d’une mousse de meringue recouvrant un crémeux à la vanille et un caramel ambré. Le tout est décoré d’un disque de chocolat blond, de miettes de feuille d’or et repose sur un sablé rond,.